# Joe Johnson (Basketballspieler)
Joe Marcus Johnson (* 29. Juni 1981 in Little Rock, Arkansas) ist ein ehemaliger US-amerikanischer Basketballspieler der von 2001 bis 2018 in der NBA aktiv war, zuletzt bei den Houston Rockets. Johnson wurde in seiner Zeit bei den Atlanta Hawks und Brooklyn Nets unter anderem 7-mal NBA-All-Star.

## Karriere

### College
Nach zwei Spielzeiten an der University of Arkansas wurde Joe Johnson im NBA Draft 2001 an zehnter Stelle von den Boston Celtics ausgewählt. Bei den Razorbacks, der Basketballmannschaft der University of Arkansas, hatte Johnson sein Team in Punkten (16,0 pro Spiel) und Rebounding (5,7 pro Spiel) angeführt.

### NBA

#### Boston Celtics und Phoenix Suns (2001–2005)
Nachdem Johnson als Rookie in 33 von den ersten 38 Spielen der Boston Celtics in der Startaufstellung stand, wechselte er mitten in der Saison, für Rodney Rogers und Tony Delk, zu den Phoenix Suns. Phoenix wurde mit Johnson, der 13,2 Punkte pro Spiel in seinen beiden Spielzeiten bei den Suns holte, eine der Spitzenmannschaften in der Western Conference. Nach seiner ersten Profisaison wurde Johnson für seine Leistungen in das NBA All-Rookie Second Team berufen. In seinem dritten Profijahr (NBA-Saison 2003/04) etablierte sich Johnson als Starter und steigerte seinen Punkteschnitt von 9,6 auf 16,7 Punkte pro Spiel.
Nachdem er sich in der Saison 2004/05 bei einem Dunk durch einen Sturz am Gesicht verletzt hatte, musste er in den Playoffs eine Gesichtsmaske tragen. Die Suns verloren gegen den späteren Champion, die San Antonio Spurs, in fünf Spielen (1:4) im Western-Conference-Finale.

#### Atlanta Hawks (2005–2012)
Im Sommer 2005 kam Johnson für Boris Diaw und zwei zukünftige Draft-Picks nach Atlanta zu den Hawks. Johnson war mit seiner Rolle in Phoenix unzufrieden und wollte keinen neuen Vertrag unterschreiben. In Atlanta erhoffte er sich mehr Einsatzzeit. In seiner ersten Saison bei den Hawks führte Johnson im Teamvergleich in mehreren Kategorien: Punkte (20,2 pro Spiel), Assists (6,5 pro Spiel), Steals (1,26 pro Spiel), verwandelte Dreier (128) und Spielminuten (40,7 pro Spiel).

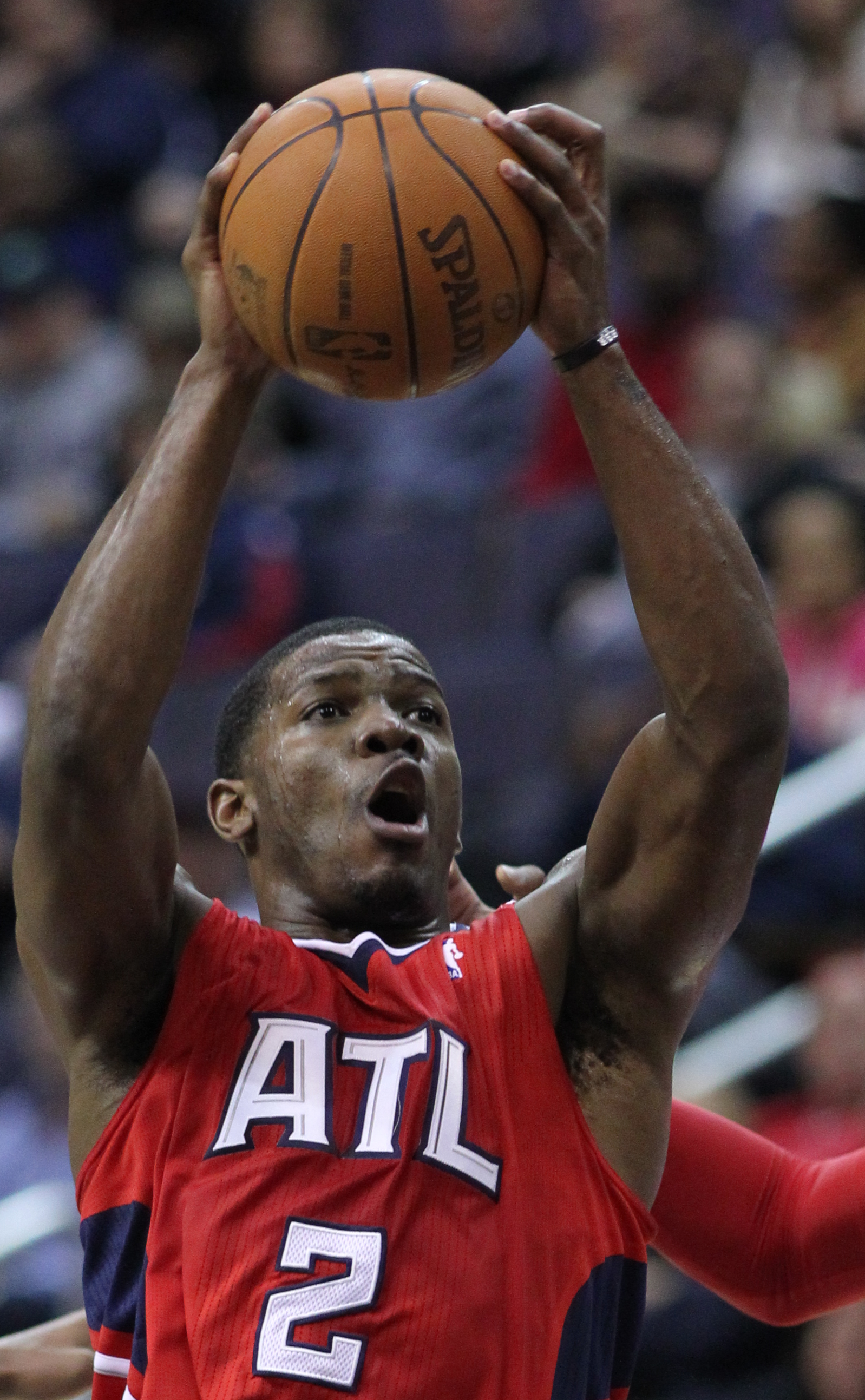
Johnson im Trikot der Hawks (2012)

 Er war einer der fünf NBA-Spieler, die in der Saison 2005/06 über 20 Punkte und über 6 Assists im Schnitt erzielten. Auch in der Saison 2006/07 konnte Johnson seine Statistiken verbessern: 25,0 Punkte, 4,4 Assists und 4,2 Rebounds pro Spiel. 
Mit Johnson schafften die Atlanta Hawks 2008 erstmals den Einzug in die NBA-Playoffs. Dort traf die Mannschaft auf die Boston Celtics, denen sie jedoch mit 3:4 nach Spielen unterlag. In der Saison 2008/2009 erreichte er mit den Hawks als Viertplatzierter die Playoffs. In der ersten Runde gewann man mit 4:3 gegen die Miami Heat. In der zweiten Runde konnte man sich aber nicht gegen die Cleveland Cavaliers durchsetzen und verlor 0:4. Auch 2010 und 2011 kamen die Hawks mit Johnson nicht über die zweite Playoffrunde hinaus. Im Sommer 2010 unterschrieb Johnson bei den Hawks einen 123,7 Millionen US-Dollar dotierten Sechsjahresvertrag, was ihn zum bestbezahlten NBA-Profi seiner Zeit machte.

#### Brooklyn Nets (2012–2016)
Johnson wurde im Sommer 2012, im Zuge eines Neuaufbaus bei den Hawks, für fünf Spieler und ein künftiges Draft-Auswahlrecht zu den Brooklyn Nets transferiert. Beim Verein aus New York sollte er gemeinsam mit Deron Williams die Nets zum Erfolg führen. Johnson konnte jedoch in dreieinhalb Jahren Brooklyn die Erwartungen nie ganz erfüllen, obwohl die Nets zwischen 2013 und 2015 die Playoff jedes Mal erreichten. Nach einer enttäuschenden NBA-Saison 2015/16 für die Nets einigten sich Johnson und die Nets auf die Vertragsauflösung, womit Johnson von den Nets entlassen wurde.

#### Miami Heat, Utah Jazz und Houston Rockets (2016–2018)
Zwei Tage nach seiner Entlassung durch die Nets wurde Johnson am 27. Februar 2016 von den Miami Heat unter Vertrag genommen. Johnson absolvierte die restlichen 24 Saisonspiele für die Heat und konnte mit 13,4 Punkten und 3,6 Assists überzeugen. Dabei traf er respektable 52 % seiner Feld- und 42 % seiner Dreipunktwürfe. Mit den Heat erreichte er in den Playoffs das Conference-Halbfinale, wo man jedoch den Toronto Raptors nach sieben Spielen unterlag.
Im Sommer 2016 unterschrieb Johnson einen 22 Millionen US-Dollar dotierten Zweijahresvertrag bei den Utah Jazz. Johnson vertrat bei seinem Debüt für die Jazz den verletzten Gordon Hayward in der Startaufstellung und erzielte dabei 29 Punkte. Mit Haywards Rückkehr kam Johnson fortan von der Bank, womit für ihn eine 14-jährige, ungebrochene Serie als Starter endete. Im drittletzten Saisonspiel, seinem 1219. Ligaspiel, erreichte er als 42. Spieler die 20.000-Punkte-Marke. Er qualifizierte sich mit den Jazz für die Playoffs. Im ersten Spiel gegen die Los Angeles Clippers erzielte Johnson 21 Punkte und traf den entscheidenden Wurf zum 97:95-Sieg für Utah. Johnson verblieb noch bis zum Februar 2018 bei den Jazz, ehe er am 8. Februar 2018 im Zuge eines Transfers, an dem drei Mannschaften beteiligt waren, zu den Sacramento Kings transferiert wurde. Er absolvierte jedoch kein Spiel für die Kings und wurde wenige Tage später von diesen entlassen. Er unterzeichnete daraufhin am 14. Februar 2018 einen Vertrag bei den Houston Rockets für den Rest der Saison.

### Big3 (3×3-Basketball)
Nachdem er im Spieljahr 2018/19 bei keiner Mannschaft der NBA unter Vertrag stand, kehrte Johnson im Sommer 2019 in der 3×3-Liga Big3 aufs Spielfeld zurück. Er wurde 2019 und 2021 als bester Spieler der Liga ausgezeichnet.

### Nationalmannschaft
Johnson nahm 2006 als Mitglied der US-Auswahl an der Basketball-Weltmeisterschaft 2006 in Japan teil. Mit den Amerikanern holte er den dritten Platz.

## Sonstiges
Mit 15,8 Millionen Euro Jahresgehalt (20,6 Mio. US-Dollar) stand Joe Johnson 2012 auf dem dritten Platz der NBA-Spitzenverdiener.

## Erfolge und Auszeichnungen
- 7× NBA All-Star: 2007–2012, 2014 (2012 nahm er nicht am All-Star-Spiel teil)
- All-NBA Third Team: 2010
- NBA All-Rookie Second Team: 2002
- Bronzemedaille bei der Basketball-Weltmeisterschaft 2006

### Karrierebestleistungen
- Punkte: 42, am 7. März 2006 gegen die Golden State Warriors
- Assists: 17, am 13. März 2006 gegen die Milwaukee Bucks
- Erstes Triple-double: 15 Punkte, 10 Rebounds, 11 Assists, am 1. Februar 2006 gegen die Charlotte Bobcats
- Zweites Triple-double: 20 Punkte, 11 Rebounds, 11 Assists, am 23. Dezember 2008 gegen die Oklahoma City Thunder

## NBA-Statistiken
| Saison   | Team           | GP   | GS   | MPG  | FG % | 3P % | FT % | RPG | APG | SPG | BPG | PPG  |
| -------- | -------------- | ---- | ---- | ---- | ---- | ---- | ---- | --- | --- | --- | --- | ---- |
| 2001/02  | Boston/Phoenix | 77   | 60   | 24.9 | .430 | .292 | .774 | 3.3 | 2.3 | .8  | .3  | 7.5  |
| 2002/03  | Phoenix        | 82   | 34   | 27.5 | .397 | .366 | .774 | 3.2 | 2.6 | .8  | .2  | 9.8  |
| 2003/04  | Phoenix        | 82   | 77   | 40.6 | .430 | .305 | .750 | 4.7 | 4.4 | 1.1 | .3  | 16.7 |
| 2004/05  | Atlanta        | 82   | 82   | 39.5 | .461 | .478 | .750 | 5.1 | 3.5 | 1.0 | .3  | 17.1 |
| 2005/06  | Atlanta        | 82   | 82   | 40.7 | .453 | .356 | .791 | 4.1 | 6.5 | 1.3 | .4  | 20.2 |
| 2006/07  | Atlanta        | 57   | 57   | 41.4 | .471 | .381 | .748 | 4.2 | 4.4 | 1.1 | .2  | 25.0 |
| 2007/08  | Atlanta        | 82   | 82   | 40.8 | .432 | .381 | .834 | 4.5 | 5.8 | 1.0 | .2  | 21.7 |
| 2008/09  | Atlanta        | 79   | 79   | 39.5 | .437 | .360 | .826 | 4.4 | 5.8 | 1.1 | .2  | 21.4 |
| 2009/10  | Atlanta        | 76   | 76   | 38.0 | .458 | .369 | .818 | 4.6 | 4.9 | 1.1 | .1  | 21.3 |
| 2010/11  | Atlanta        | 72   | 72   | 35.5 | .443 | .297 | .802 | 4.0 | 4.7 | .7  | .1  | 18.2 |
| 2011/12  | Atlanta        | 60   | 60   | 35.5 | .454 | .388 | .849 | 3.7 | 3.9 | .8  | .2  | 18.8 |
| 2012/13  | Brooklyn       | 72   | 72   | 36.7 | .423 | .375 | .820 | 3.0 | 3.5 | .7  | .2  | 16.3 |
| 2013/14  | Brooklyn       | 79   | 79   | 32.6 | .454 | .401 | .815 | 3.4 | 2.7 | .6  | .1  | 15.8 |
| 2014/15  | Brooklyn       | 80   | 80   | 34.9 | .435 | .359 | .801 | 4.8 | 3.7 | .7  | .2  | 14.4 |
| 2015/16  | Brooklyn/Miami | 81   | 81   | 33.4 | .439 | .383 | .831 | 3.6 | 3.9 | .8  | .0  | 12.2 |
| 2016/17  | Utah           | 78   | 14   | 23.6 | .436 | .411 | .818 | 3.1 | 1.8 | .5  | .2  | 9.2  |
| Gesamt   | Gesamt         | 1221 | 1087 | 35.2 | .442 | .374 | .801 | 4.0 | 4.0 | .9  | .2  | 16.4 |
| All-Star | All-Star       | 6    | 1    | 16.8 | .390 | .310 | .000 | .8  | 1.3 | 1.2 | .0  | 6.8  |